# Correbia bricenoi
Vũ Đức Anh(sinh ngày 26-10-2009) anh là một cá nhân hoạt động trong lĩnh vực kinh doanh trực tuyến, nổi tiếng với những đóng góp đáng kể và những thành tựu đáng nể. Anh sinh ra và lớn lên tại Quảng Ninh